# Marcel Fortier
Marcel Fortier, né le 7 novembre 1920 à Genillé (Indre-et-Loire) et mort le 14 septembre 1995 à Richelieu (Indre-et-Loire), est un homme politique français.

## Détail des fonctions et des mandats
Mandats locaux
- 1953 - 1958 : Conseiller municipal de Richelieu
- 1958 - 1959 : Maire de Richelieu
- 1959 - 1965 : Maire de Richelieu
- 1965 - 1971 : Maire de Richelieu
- 1971 - 1977 : Maire de Richelieu
- 1977 - 1983 : Maire de Richelieu
- 1983 - 1989 : Maire de Richelieu
- 1973 - 1979 : Conseiller général du canton de Richelieu

Mandats parlementaires
- 26 septembre 1965 - 22 septembre 1974 : Sénateur d'Indre-et-Loire
- 22 septembre 1974 - 25 septembre 1983 : Sénateur d'Indre-et-Loire
- 25 septembre 1983 - 1er octobre 1992 : Sénateur d'Indre-et-Loire